# Gan Siow Huang

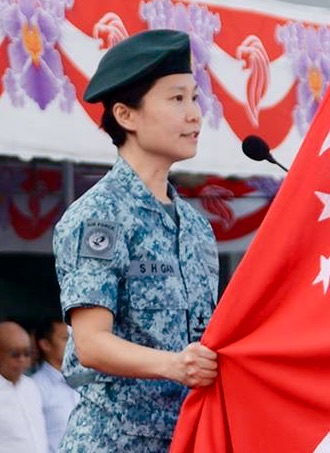
Brigadegeneral Gan Siow Huang (2016)

Gan Siow Huang (chinesisch 颜晓芳, Pinyin Yán Xiǎofāng; * 1974) ist eine ehemalige Offizierin der Streitkräfte und Politikerin der People’s Action Party (PAP) aus Singapur, die unter anderem als Brigadegeneralin als erste Frau von 2019 bis 2020 Chefin des Stabes der Luftstreitkräfte (Republic of Singapore Air Force) war. Seit 2020 ist sie Mitglied des Parlaments und Staatsministerin im Bildungsministerium sowie im Ministerium für Arbeitskräfte.

## Leben

### Militärische Laufbahn, Brigadegeneralin und Chefin des Luftwaffenstabes
Gan Siow Huang begann nach dem Besuch des Victoria Junior College 1993 mit einem Stipendium der Luftstreitkräfte (Republic of Singapore Air Force) ein Studium der Wirtschaftswissenschaft an der London School of Economics and Political Science (LSE), das sie 1996 mit einem Bachelor of Science (B.Sc. Economics) abschloss. Im Anschluss fand sie zahlreiche Verwendungen als Offizierin sowie Stabsoffizierin und absolvierte 2003 den Stabs- und Kommandeurlehrgang des New Zealand Defence College. Sie war unter anderem Kommandeurin der 203 Squadron („Serve To Preserve“) und Kommandeurin der Luftüberwachungs- und Kontrollgruppe (Commander, Air Surveillance and Control Group). Ein postgraduales Studium im Fach Betriebswirtschaftslehre an der MIT Sloan School of Management des Massachusetts Institute of Technology (MIT) schloss sie 2010 mit einem Master of Business Administration (MBA) ab. 2013 erhielt die Militärmedaille für den öffentlichen Dienst PPA (Pingat Pentadbiran Awam (Tentera)) und wurde zudem Leiterin der Gemeinsamen Personalabteilung der Streitkräfte (Head, Joint Manpower Department). Als solche wurde sie am 1. Juli 2015 als erste Frau zur Brigadegeneralin (Brigadier-General) der Luftstreitkräfte befördert.
Am 5. Oktober 2016 löste Gan Siow Huang Brigadegeneral Neo Hong Keat als Kommandeurin des Air Power Generation Command (APGC) ab, das die Missionen des Luftangriffskommandos ACC (Air Combat Command) unterstützt, indem sichergestellt wird, dass alle Luftwaffenstützpunkte jederzeit betriebsbereit bleiben, sowie die Wartung und Abfertigung von Flugzeugen verbessert wird, um einen kontinuierlichen und reaktionsschnellen Betrieb zu gewährleisten. Zuletzt wurde sie am 1. Juli 2019 als Nachfolgerin von Brigadegeneral Tommy Tan Ah Han als erste Frau Chefin des Stabes der Luftstreitkräfte (Chief of Air Staff, Republic of Singapore Air Force). Sie verblieb auf diesem Posten bis zu ihrem Rücktritt am 1. März 2020, um für das Parlament zu kandidieren. Nachfolger wurde daraufhin Brigadegeneral Fan Sui Siong.

### Parlamentsmitglied und Staatsministerin
Nach ihrem Ausscheiden aus dem Militärdienst wurde Gan Siow Huang für die People’s Action Party (PAP) bei den Wahlen am 11. Juli 2020 im Einzel-Wahlkreis SMC (Single Member Constituency) Marymount zum ersten Mal Mitglied des Parlaments. Sie wurde am 27. Juli 2020 von Premierminister Lee Hsien Loong zur Staatsministerin im Bildungsministerium (Minister of State, Ministry of Education) sowie im Ministerium für Arbeitskräfte (Minister of State, Ministry of Manpower) berufen. Des Weiteren ist sie stellvertretende Chief Executive Officer (CEO) des Instituts für Beschäftigung und Beschäftigungsbefähigung (Employment and Employability Institute) des Nationalen Gewerkschaftsverbandes NTUC (National Trades Union Congress).